# Hilbertprogramm
Das Hilbertprogramm ist ein Forschungsprogramm, das der Mathematiker David Hilbert in den 1920er Jahren vorschlug. Es zielt darauf ab, mit finiten Methoden die Widerspruchsfreiheit der Axiomensysteme der Mathematik nachzuweisen. Auch wenn sich das Hilbertprogramm in seinem ursprünglichen Anspruch als undurchführbar erwiesen hat, trug es dennoch entscheidend dazu bei, die Grundlagen und Grenzen mathematischer Erkenntnis zu klären.

## Hintergrund
Bereits Hilberts Liste von 23 mathematischen Problemen aus dem Jahr 1900 nennt die Widerspruchsfreiheit der Arithmetik als zweites ungelöstes Problem und regte zur Forschung in diese Richtung an. Das eigentliche Hilbertprogramm mit konkreten Methoden zur Lösung der Widerspruchsproblematik formulierte er aber erst in den Jahren 1918–1922. Hilbert reagierte damit auf die Antinomien der naiven Mengenlehre und wollte versuchen, die gesamte „klassische“ Mathematik und Logik zu bewahren, ohne dabei auf Cantors Mengenlehre zu verzichten.

„Aus dem Paradies, das Cantor uns geschaffen, soll uns niemand vertreiben können.“

Hilberts Programm ist zugleich eine Verteidigung des klassischen Standpunkts gegen den Intuitionismus, der einige klassische Beweismethoden wie indirekte Beweise (reductio ad absurdum) oder den Satz vom ausgeschlossenen Dritten (tertium non datur) als fragwürdig betrachtete.

„Dieses Tertium non datur dem Mathematiker zu nehmen, wäre etwa, wie wenn man dem Astronomen das Fernrohr oder dem Boxer den Gebrauch der Fäuste untersagen wollte.“

Hilbert wollte daher die Mathematik als formales System neu definieren. Innerhalb dieses Systems sollten die üblichen Beweismethoden zulässig sein. Es sollte dadurch abgesichert werden, dass außerhalb des formalen Systems, im Bereich der Metamathematik, die Widerspruchsfreiheit der formal ableitbaren Sätze nachgewiesen wird; den äußeren, metalogischen Bereich schränkte er auf finite Beweismittel ein, die auch die Intuitionisten anerkannten und über jeden Verdacht, Antinomien zu erzeugen, erhaben waren. Das Ziel des Programms war es also, einen streng formalisierten Kalkül bzw. ein Axiomensystem mit einfachen unmittelbar einleuchtenden Axiomen zu finden, das die Mathematik und Logik auf eine gemeinsame, nachweisbar konsistente Basis stellt. Insbesondere sollte der Kalkül mächtig genug sein, um für jeden mathematischen Satz beweisen zu können, ob er wahr oder falsch ist, und alle wahren Sätze sollten aus dem Axiomensystem ableitbar sein. Dieses musste also widerspruchsfrei und vollständig sein.
Das Hilbertprogramm fand breite Beachtung. Viele bekannte Logiker und Mathematiker beteiligten sich daran, unter anderem Paul Bernays, Wilhelm Ackermann, John von Neumann, Jacques Herbrand und Kurt Gödel. Sie zeigten die Widerspruchsfreiheit und Vollständigkeit für zentrale Teilgebiete der Logik, nämlich für die klassische Aussagen- und Prädikatenlogik. Meistens bezogen sich diese Logiker auf Teil-Axiomensysteme aus den Principia Mathematica von Russell/Whitehead, dem damaligen Standardwerk der Logik.
Bezogen auf die gesamten Principia Mathematica und auf die ganze Mathematik schlug Hilberts Programm allerdings fehl: Kurt Gödel bewies nämlich 1930 in seinen Unvollständigkeitssätzen, dass es in den Principia Mathematica und verwandten Systemen, zu denen auch Cantors Mengenlehre gehört, immer Sätze gibt, die mit den Mitteln desselben Systems weder beweisbar noch widerlegbar sind, und dass solche Systeme ihre eigene Widerspruchsfreiheit nicht beweisen können. (Alan Turing kam beim eng verwandten Halteproblem von Automaten auf ein ähnliches Ergebnis.)
Das Hilbertprogramm war, auch wenn es sich nicht im vollen, ursprünglich intendierten Umfang als durchführbar erwies, ein Erfolg für Mathematik und Logik, da es zu tieferen Erkenntnissen darüber führte, wie formale Systeme funktionieren, was sie zu leisten vermögen und wo ihre Grenzen liegen. Wichtige Gebiete der modernen Mathematik und Informatik sind aus dem Hilbertprogramm und seiner Metamathematik hervorgegangen, insbesondere die moderne formalisierte axiomatische Mengenlehre, die Beweistheorie, die Modelltheorie und die Berechenbarkeitstheorie. Es zeigte sich auch, dass das modifizierte Hilbertprogramm mit erweiterten (transfiniten) Beweismitteln Widerspruchsfreiheitsbeweise für weitere Mathematik-Gebiete ermöglichte. Das führte Gerhard Gentzen mit seinem Widerspruchsfreiheitsbeweis der Arithmetik von 1936 vor. Von seinem Beweis ausgehend zeigte Wilhelm Ackermann im gleichen Jahr noch die Widerspruchsfreiheit der allgemeinen Mengenlehre (ohne Unendlichkeitsaxiom) und 1951 Paul Lorenzen die der verzweigten Typentheorie und der klassischen Analysis.